# Andrzej Kosiniak-Kamysz
Andrzej Kosiniak-Kamysz (ur. 3 lutego 1947 w Siedliszowicach) – polski lekarz, specjalista chorób wewnętrznych i polityk. W 1989 wiceminister zdrowia w rządzie Mieczysława Rakowskiego, w latach 1989–1991 minister zdrowia i opieki społecznej w rządzie Tadeusza Mazowieckiego.

## Życiorys

### Wykształcenie i działalność zawodowa
Ukończył szkołę podstawową w Siedliszowicach, a w 1965 Liceum Ogólnokształcące im. Króla Kazimierza Wielkiego w Olkuszu. W 1971 został absolwentem Wydziału Lekarskiego Akademii Medycznej w Krakowie, następnie w 1979 Centrum Medycznego Kształcenia Podyplomowego w Warszawie. Uzyskał specjalizacje I i II stopnia w zakresie chorób wewnętrznych. W 1983 w Śląskiej Akademii Medycznej odbył szkolenie z zakresu gastroenterologii.
W latach 1971–1981 pracował w Szpitalu Specjalistycznym im. Edmunda Biernackiego w Krakowie, od 1979 jako zastępca ordynatora. Następnie został zatrudniony w Szpitalu Specjalistycznym im. Józefa Dietla w Krakowie. Do 1991 był zastępcą dyrektora, później został jego dyrektorem. Pełnił tę funkcję do 2021. Objął też stanowisko ordynatora oddziału chorób wewnętrznych.
Autor publikacji m.in. poświęconych leczeniu choroby wrzodowej, współautor książki Orzecznictwo lekarskie w ubezpieczeniu rolniczym.

### Działalność polityczna i społeczna
W latach 1968–1990 należał do Zjednoczonego Stronnictwa Ludowego, następnie został członkiem Polskiego Stronnictwa Ludowego.
Działa w różnych organizacjach społecznych, m.in. w Zakonie Rycerzy św. Łazarza (od 1993), Polskim Towarzystwie Medycyny Wsi (od 1996), Światowym Towarzystwie Medycyny Wsi (od 1992), Polskim Towarzystwie Gastroenterologii (od 1986), Towarzystwie Internistów Polskich (od 1979).
W latach 1980–1988 był radnym rady narodowej Krakowa. Od 15 stycznia do 12 września 1989 pełnił funkcję wiceministra zdrowia i głównego inspektora sanitarnego w rządzie Mieczysława Rakowskiego. Następnie w rządzie Tadeusza Mazowieckiego sprawował urząd ministra zdrowia i opieki społecznej (do 12 stycznia 1991).
W 1994 został przewodniczącym rady Kasy Rolniczego Ubezpieczenia Społecznego, funkcję tę pełnił też w trakcie VI kadencji rady. W latach 2002–2003 ponownie był wiceministrem zdrowia. W 2010 został prezesem PSL w województwie małopolskim; funkcję tę sprawował do 2021. W 2011 bez powodzenia kandydował do Senatu.

## Odznaczenia
- Krzyż Komandorski Orderu Odrodzenia Polski (2021)[8][9]
- Krzyż Oficerski Orderu Odrodzenia Polski (2001)[10]

## Życie prywatne
Jest bratem Zenona i Kazimierza oraz ojcem Władysława.